# 津芦铁路
天津-卢沟桥铁路全长150公里，从天津到北京丰台，于1897年建成。天津-北京铁路的计划早在1888年就已经被提出，却因为当时保守的风气而未能成事。在甲午战争失败后，清廷意识到了铁路的重要性，转而支持中国的铁路建设，其中就包括津芦铁路。随后，该铁路成为京奉铁路——中国第一条干线铁路的一部分。现时该区间是京沪铁路北京-天津区间。

## 津通铁路计划

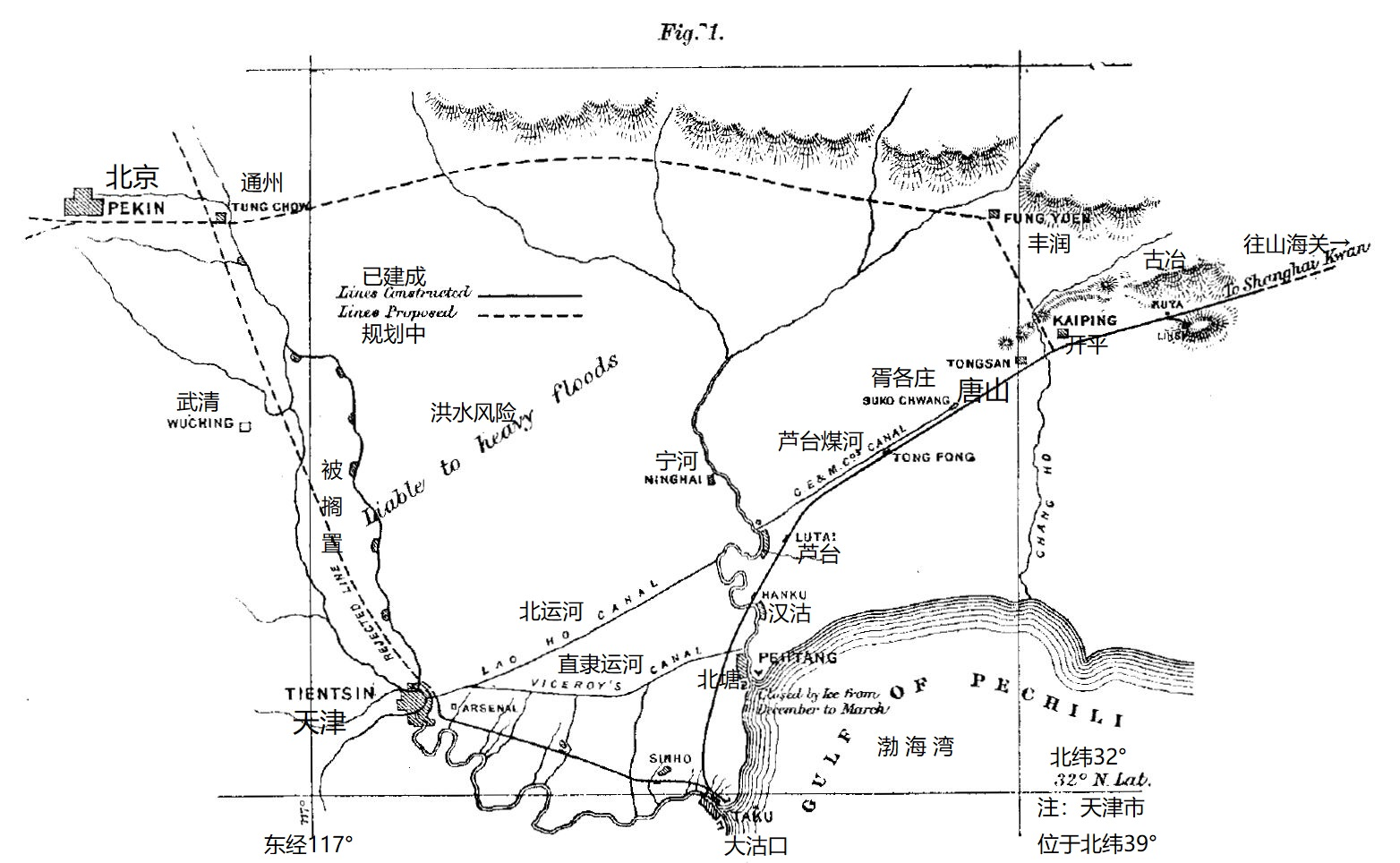
金达在1891年提供的铁路计划。图中可以看见被搁置的津通铁路计划。

津通铁路是在1888年提出的计划，却在朝廷保守势力的反对下被搁置。

### 筹划
1888年，李鸿章与奕譞一同上奏了将铁路西延至通州和东延至山海关的计划。李鸿章认为，铁路修建成功后，将有利于海军和陆军的相互配合，也有利于军事调动。然而，由于山海关一带人烟稀少，铁路将难以取得收益，李鸿章在9月致信海军衙门，要求将铁路先从天津延长至通州。海军衙门立即上奏清廷，并于10月27日得到批准。11月2日，中国铁路公司即在《申报》上刊登修建津通铁路的招商广告。

### 落空
在清廷批准不久后，津通铁路计划便遭到了多位朝中要员的反对；他们认为铁路会缩短海岸到通州的时间，进而危及到京城的安全，而且此计划将使大运河的运量减少，进而影响到漕粮官吏和运河船户，还认为铁路会占用土地，滋扰沿线居民。1889年1月14日，针对反对的意见，海军衙门表示，修建铁路将大大提高沿线地带的运输能力，促进各个行业的发展；相反，如果停止修建铁路，将引起负面的舆论和信誉危机。两种针锋相对的言论使朝廷举棋不定。为缓和争议，3月2日，张之洞提出了先行建设“内处腹地，不近海口，无引敌之虑”的卢汉铁路的计划，并于8月2日得到批准。
不仅朝廷不支持此计划，就连线路周边的居民也不欢迎这条铁路。1888年4月，一群船夫因为担心铁路会影响他们的生意而聚集在一座未完工的跨海河钢桥周围。为平息不利的舆论，李鸿章下令炸毁了这座已经投入8000英镑的桥。
至此，津通铁路计划未能实现。

## 津芦铁路计划

### 背景
甲午战争后，清廷开始大力支持铁路建设。1895年，李鸿章在甲午战争失败后，仍然提出修建“自天津起，循运河西岸，迤逦而北，绕越南苑，以达芦沟桥，计216里”的铁路；
与此同时，各列強也开始对投资包括中国在内的外国铁路产生了极大的热情；甲午战争刚刚结束，就有数十家外国公司向清廷申请修建铁路；仅仅在1895年，就有8位外国使节和商人向清廷推荐自己的人员、技术和资金，“此后各国荐办铁路者纷纷，未及遍抄。”在这样的背景下，清廷上下就修建铁路问题上迅速达成了共识。

### 筹划
在认识到津榆铁路的重要性后，刘坤一于甲午战争结束后就奏请朝廷成立铁路招商公司，从津芦、芦汉两线修起，“以官发其端，以商任其事”，并推荐开平矿务局督办兼津榆商路督办、江苏候补道张翼主持其事，借用德商款项修筑。曾经极力反对津通铁路计划的军机大臣、户部尚书翁同龢和礼部尚书李鸿藻两人此时也开始大力支持津芦铁路的修建；不同的是，他们提名了胡燏棻作为此铁路的负责人。最后，胡成为了督办大臣，而张翼最后未被任用。
1895年12月6日，经胡燏棻勘估，军机处上奏，光绪帝正式将津芦铁路批准立案，并成立津芦铁路局；同时，光绪帝还郑重声明：“铁路为通商惠工要务，朝廷定议，必欲举行。”，而且还在11月25日任命胡燏棻为顺天府府尹，可见朝廷对该铁路的重视。曾主持修建唐胥鐵路的英国人金达继续被任命为津芦铁路总工程师。

### 反对声音
津芦铁路计划刚刚得到批准，美国公使田贝、法国公使施阿兰就相继照会总理衙门，要求购用该国的物料及载运器具等；其中，施阿兰以《中法新约》第七款，要求让法国优先承办，并推荐本国的铁路工程师。施阿兰同时表示，津芦铁路局仅仅采购英国产的材料有失公允，“惟标开价目最廉、货色最佳是买为要。”最后津芦铁路局做出妥协，向法、美、德等国分别订购了一些物料，钢轨开标的日期也按照法国的特别要求，被迫延至翌年3月19日，不过大部分的材料仍然来自于英国。虽然时任湖广总督张之洞有意让汉阳铁厂负责生产此铁路的铁轨，但是当时的铁厂经营不善，时任总办蔡锡勇也担心“多办恐亏累太重”，故最后未能达成协议。
即使光绪帝非常重视津芦铁路的建设，朝廷内依然有不少官员以当年反对津通铁路计划的理由（如资敌、扰民等）上奏。然而，御史褚成博、张仲炘却抓住了胡燏棻最为致命的问题——资金。两位御史根据两家外国公司的估价，以及修建津榆铁路的成本，指责胡的开支超出了合理范围。同时，张仲炘还表示要彻查胡在建设津芦铁路过程中的开支细目，尤其是员工薪水和办公费用两项，否则胡的行为会引起负面舆论和商人的不信任，最后影响到中国铁路的发展。胡在回信中详细列举了铁路的材料和设施成本，却回避了用人和行政用费的问题。对此，清廷没有采纳保守官员的奏折，也没有结束褚、张两人的建议，更没有要求胡进行整顿，最后事情不了了之。

## 修建过程

### 筹资
由于两大资方——北洋新军和户部都出现了财政困难，为保证津芦铁路的资金来源，胡燏棻曾奏请以路权作担保，向外资银行贷款，但是被督办军务处驳回；督办军务处认为，津芦铁路作为清廷支持下建造的第一批铁路，不应直接让出路权，而且从外资银行贷款不划算。最后，督办军务处决定，继续让北洋军拨银100万两，户部除拨50万两外，再凑50万两，而剩下的40万两则由胡自行筹资。为解决资金缺口，胡燏芬只好向英商汇丰银行、麦加利银行、德商德华银行以及俄商道胜银行借取凑齐。

### 建设

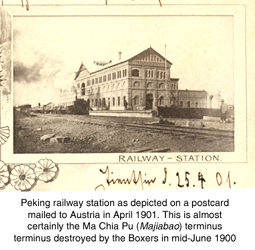
明信片上的马家堡车站

资金到位后，津芦铁路的建设陆续开展。在征得恭亲王奕訢、翁同龢和芦汉铁路总公司督办盛宣怀等人的同意后，津芦铁路的北京端终点改在丰台；1897年6月，铁路修至丰台站。
虽然此时的清廷支持该线的修建，但是仍然不允许铁路直接进入北京内城，所以该线只能以北京西南角作为终点，而且要绕开作为皇家游猎庄园的南苑。关内外铁路总局官员与工程师，以技术上的变通，将铁路铺到丰台、马家堡，距离北京城墙已不足2公里，但仍然被朝廷下令“另由丰台修筑支路达芦沟，以符合原奏”。最后建成的丰台-马家堡一线长18里，丰台-卢沟桥一线长10里。为修建此支线，胡燏棻又向户部申请增加近30万两白银；户部在无法继续拨款的情况下，批准胡借用少量外资。
最终建成的铁路长150公里，为复线铁路，钢轨规格为43每（87英磅每碼）。由于金达在施工时自行决定以高规格修建，还购置了一批机车和车厢，修建的成本达到了白银414万两，其中大部分为“官款”。

## 运营
早在1896年底，津芦铁路就开始试运行了。翌年6月30日，线路正式通车；由于1897年正是乡试之年，“各处士商均盼火车早日开行，藉图便捷而省费项”。正式开通运营后，从北京到天津只需6-7个小时；从海上运来的鲜货能通过铁路从大沽口运往北京城，而陆上出产的鲜货也能借此运往大沽口装船；如此便利的条件使铁路上“客商云集，络绎不绝”。从1896年试运营开始到1898年10月，津芦铁路共得毛利77万余两。

### 问题
由于胡燏棻不善管理，津芦铁路的旅客和货物运输规定、铁路职工情况和线路设备详情等，户部和总理衙门都无法细查；不但如此，胡燏棻还任人唯亲，中饱私囊；以上种种问题再次引发了一连串的批评声音。

### 公共交通
为方便北京城的居民来往火车站，中国铁路公司在邀请西门子公司修建了永定门至马家堡火车站的有轨电车；此乃北京市第一条有轨电车线路。1899年，这条“电气轮车”线路开通，使居民能更加方便地出入北京城。
在义和团运动中，有轨电车和马家堡站一同在1900年被毁坏。

## 后续

### 继续发展
尽管存在着种种问题，津芦铁路的开通还是被朝廷认作一次成功。因此，在光绪帝的支持下，胡燏棻在1897年7月接管了津榆铁路。1897年7月31日，津榆铁路总局与津卢铁路总局合并为“关内外铁路总局”，两线也就此合并为关内外铁路，并继续朝着关外延伸。

### 影响
津芦铁路的修建，让不少人看到了国家振新和改革的一线希望。

## 註解
一般
1. ↑  1885年成立的海军衙门兼管铁路事务。
2. ↑  英法联军就曾于1860年，在攻陷通州后入侵京城。
3. ↑  修建方案中，
  - 铁路的预计总长度216里，
  - 线路数量为单线，预备双线，
  - 资金需银240余万两（仅铺设单线）或300余万两（加设双线）
  - 资金先由北洋新军筹借开办费100万两，剩余由户部陆续筹拨，
  - 预计在一年竣工。
4. ↑  包括御史李念兹、胡景桂、熙麟、褚成博、张仲炘及刑科给事中谢隽杭。
5. ↑  根据胡燏棻、金达出具的预算，津芦铁路每里造价银1.1万两，然而丹麦商人司徒格林估价为每里7千至8千两，英商估价为每里9千两（不包括建桥）。
6. ↑   註:

原文
1. ↑  第七款原文：
彼此言明，日后若中国酌拟创造铁路时，中国自向法国业此之人商办；其招募人工，法国无不尽力劝助。
2. ↑  “查光绪十二年，开平铁路公司筑造由胥各庄至阎庄之路八十五里，除去地价，用银二十五万余两，核其每里所需不过三千金。十三年，天津铁路公司筑造由阎庄至津之路一百八十里，并计地价，用银一百万余两，核其每里所需亦不过五千余金，……今胡燏棻所估路费，竟较公司定价浮加一倍，是直以库款为不足重、公论为不足恤矣！”
3. ↑  “若总工程司一名，只开薪水三千两，而其余之工程司六名则开薪水二万五千两，何以价反更贵？华员薪水开四万两，为期不过一年，以每人六百两计之，约可用六七十员。既已包之洋人，何须华员如许之多？且首尾不过二百余里，出差住店又何须二万两之多？查阎庄路所有洋员及监工、司事等人，共用银五千余两，今里数所加不及三倍，而此项则加至十五倍，毋乃意存浮冒耶？
建议朝廷命胡燏棻将“轨道之宽窄、车式之大小、石渣之浅深、木料之尺寸、桥梁之做法、房屋之形式、员役之多寡、地亩之实需、价买者若干亩、土方之实需填筑者若干码，除桥梁外，实有轨道若干里，除直行外，实有叉道若干处，应筑河堤之处若干丈，应用石基之处若干尺，一一细核详载，使人一望了然。……不然，铁路乃自强首务，津芦尤铁路先声，若谤议交乘，势必商股不前，群相畏避，南北各路终无成期。其关乎胡燏棻者尚小，其关乎中国全局者甚巨也。”
4. ↑  开平一路初用钢轨仅三十磅，次年改修加用至六十磅，而津芦则概用八十五磅。
开平至天津道路平坦，并无著名大河，即间有桥梁，一律只用木桩，而津芦则金钟河、凤河、北运河等处桥工，均定钢梁、石墩，共有二千余尺之长。
旧路铺填地基，只备单轨之用，而津芦则预备双轨。
旧路各种车辆，初仅十余辆，嗣陆续添置，亦只一百四五十辆，而津芦则置备汽车、客车、货车约共二百五六十辆，而电报房经费亦在其内。
旧路初造时，除地价外，每里虽只用银三千余两，而改造已用至六千余两。迨至通工告成，共计三百十二里，用银二百六十余万两，是每里实摊银八千余两，而程工核料仅及津芦之半，以彼较此，实有减而无增。
5. ↑  御史张承缨揭露称：“站长工头，类皆藉私肥己、坐拥厚资，甚至有挟资以逃者，胡燏棻并不追问，以其为亲旧故也。……手握大权，并不细心稽核，入款则任其隐匿，出款则听其浮冒，又或浮收车价，勒索商民，中西行旅，时有怨讟。”改归知县庶吉士缪润绂也在弹劾奏折中指责胡：“既饱于东征之粮，又肥于津芦之铁路。”
6. ↑  “圣意以接收此路（津榆铁路）半年之久，（盛宣怀）不拜一奏，固已不能无疑，是以一触即发。……京兆在京，而铁路工程仍随时奏报，甚至添一小桥、建一小闸，亦须烦琐奏明。闻圣上乐闻，亦不为渎也。”
7. ↑  贵州学政严修乐观地评论：“京津枝路之速成，芦汉干路之并举，枢机一发，有不烦言而就理，可使由不知[可]使知，此非可以口舌争也。”[參⁠ 41]
8. ↑  《申报》刊文指出：“京津铁路之兴办，当时亦皆以夺民生计、恐致激变为词，迨大利既获，始闭口无言。”[參⁠ 42]
9. ↑   原: